# 265上网导航
265上网导航是一个中文导航网站，目前在谷歌中國公司旗下运营。

## 简介
265.com将中国大陆较为常用的网站分门别类，并包括Google搜索，便于网民浏览和检索，并为广大互联网用户提供网址大全、综合搜索、手机导航、网站联盟等多元化服务。截至2006年，265.com覆盖超过50%的中国大陆互联网用户，日均访问量超过1000万，日均浏览量超过5000万。265.com使用起来非常方便和简练，使得其在网民之间依靠口碑传播得非常迅速。

## 历史
- 2003年4月：265上网导航正式推出。
- 2004年：265.com品牌的拥有者及运营机构二六五网络技术（北京）有限公司成立。
- 2008年5月：谷歌中国收购265.com。[5]

目前，因受Google退出中国大陆事件的影响以及防火长城对境外的Google服务器的封锁，265的搜索栏已经没有Google搜索的选项。